# Xystrologa sympathetica
Xystrologa sympathetica är en fjärilsart som beskrevs av Edward Meyrick 1922. Xystrologa sympathetica ingår i släktet Xystrologa och familjen äkta malar. Inga underarter finns listade i Catalogue of Life.